# Pier Angeli
Anna Maria Pierangeli, más conocida como Pier Angeli (Cagliari, 19 de junio de 1932-Beverly Hills, 10 de septiembre de 1971), fue una actriz italiana. Su hermana gemela, Maria Luisa, también fue actriz bajo el nombre de Marisa Pavan.

## Biografía
Fue hija del arquitecto Luigi Pierangeli y Enrichetta Romiti, originarios de Pésaro, Marcas. Creció en Roma, junto con sus hermanas Maria Luisa, conocida como Marisa, y Patrizia.
Tras actuar en varias obras de teatro, debutó en el cine de su país con un melodrama titulado Mañana será tarde (1949), dirigida por Léonide Moguy y en la que actuaba junto con Vittorio de Sica. Tras otro filme, Mañana será otro día (1950), fue llamada a Hollywood, donde, ya convertida en Pier Angeli (obtenido a través de la fragmentación de su apellido), rodó en 1951 Teresa, donde interpretó a una joven italiana que se casa con un soldado estadounidense. 
Otros títulos de su etapa hollywoodiense fueron, entre otros, Tres amores (1953), Sombrero (1953), El cáliz de plata (1954, en la que debutó Paul Newman), The Flame and the Flesh (1954), Marcado por el odio (1956, donde volvió a reunirse con Newman) y Loco por el circo (1958). 
Durante el rodaje de Tres amores conoció a Kirk Douglas, con quien mantuvo un romance en 1953.
Durante unos meses de 1954, tuvo una relación con el "rebelde" por excelencia, James Dean, a quien conoció durante el rodaje de Al este del Edén. La madre de Angeli no estaba muy a favor, pero siguieron juntos un tiempo hasta que Angeli le comunicó que iba a casarse con el cantante y actor Vic Damone. James Dean no aceptó esa decisión y, según algunos biógrafos, la golpeó. Durante la ceremonia de la boda de Angeli,el 25 de noviembre de 1954, se situó con su moto delante de la puerta de la iglesia y mantuvo acelerado el motor para hacer ruido. 
Pier Angeli y Vic Damone tuvieron a su hijo Perry el 22 de agosto del siguiente año. Sin embargo, el 18 de diciembre de 1958 la pareja se divorció. 
El año 1958 también marcó el fin de su carrera hollywoodiense, sin embargo continuó rodando películas, principalmente en su Italia natal. La mayoría de dichos filmes son poco destacados, mereciendo mención : SOS Pacific, junto a Eddie Constantine, Richard Attenborough, John Gregson, Eva Bartok, Jean Anderson, Clifford Evans (1959), Amargo silencio (1960), que rodó en Inglaterra; Sodoma y Gomorra (1962) y La batalla de las Ardenas (1965). 
El 14 de febrero de 1962 contrajo segundas nupcias con el compositor Armando Trovaioli, con quien tuvo a su hijo Andrew el 8 de enero de 1963. Este matrimonio no tuvo éxito, y se divorciaron en 1969 (aunque estaban separados desde 1966). 
Su última película fue un producto de ciencia ficción titulado Octaman (1971). El 10 de septiembre de ese mismo año, murió por una sobredosis de barbitúricos, a los 39 años de edad. Al parecer, tenía un problema depresivo. Aparentemente, poco tiempo antes de su muerte había dicho que James Dean había sido el único verdadero amor de su vida.

## Filmografía
- "Mañana será tarde" (1949)
- "Mañana será otro día" (1950)
- Teresa (1951)
- El milagro del cuadro (1951)
- "The Devil Makes Three" (1952)
- "Sombrero" (1953)
- "Tres amores" (1953)
- "Mademoiselle Nitouche" (1954)
- The Flame and the Flesh (1954)
- El cáliz de plata (1954)
- Marcado por el odio (1956)
- "Puerto África" (1956)
- "The Vintage" (1957)
- "Loco por el circo" (1958)
- "S.O.S. Pacífico" (1959)
- "Amargo silencio" (1960)
- "I moschettieri del mare" (1960)
- "L'ammutinamento" (1962)
- "Sodoma y Gomorra" (1962)
- "Pánico en Bangkok" (1964)
- La batalla de las Ardenas (1965)
- "Missione mortale Molo 83" (1965)
- "Per mille dollari al giorno" (1966)
- "Berlino: appuntamento per le spie" (1966)
- "El rey de África" (1967)
- "Kol mamzer melech" (1968)
- "Rose rosse per il Führer" (1968)
- "Addio, Alexandra" (1969)
- ¡Viva América! (1969)
- "Quell'amore particolare" (1970)
- "Las endemoniadas" (1970)
- "Octaman" (1971).